# Клочковський В'ячеслав Євгенович
В'ячесла́в (Вацлав) Євге́нович Клочко́вський (нар. 2 (14) лютого 1873, Санкт-Петербург — 5 січня 1930, Варшава) — український, російський та польський військовий діяч, контрадмірал, командувач Чорноморським флотом Української Держави, головний командир портів Чорного і Азовського морів.

## Життєпис

### На службі царю
В'ячеслав Євгенович Клочковський народився 16 лютого 1873 року у Санкт-Петербурзі у полонізованій шляхецькій родині римо-католицького віросповідання.
В 1893 році закінчив гімназію у Вільні та поступив на юридичний факультет Варшавського університету.
17 квітня 1894 року за участь у демонстрації на честь Яна Кілінського був виключений з університету і висланий в Росію до Ярославля.
В 1898 році закінчив Демидівський юридичний ліцей та Морський кадетський корпус.
У жовтні 1899 року отримав звання мічман та направлений штурманським офіцером на Балтійський флот.
В 1900—1901 роках — лейтенантом, у складі російського загону був направлений у Китай на придушення «боксерського» повстання. Після повернення з Китаю продовжує службу на Балтиці. 15 березня 1904 року призначений старшим штурманом 1 рангу крейсера «Адмірал Нахімов».
Учасник російсько-японської війни. В 1905 році брав участь у поході 2-ї Тихоокеанської ескадри адмірала Рождєствєнського. У складі екіпажа крейсера пройшов з Кронштадту навколо Африки на Далекий Схід.
15 травня 1905 року в Цусімській битві з японським флотом проявив високу мужність і героїзм, був поранений та потрапив до японського полону.
В 1906 році повернувся на батьківщину і продовжив флотську службу. За проявлену доблесть у Цусімський битві в 1906 році В'ячеслава Клочковського нагородили орденом святого Володимира 4-го ступеня з мечами і бантом, а в 1907 році — медаллю в пам'ять російсько-японської війни та медаллю за похід ескадри на Далекий Схід.
В цей час в Російській імперії починає формуватися новий рід військ — підводний флот. В'ячеслав Клочковський подає рапорт з проханням про зачислення його на курси підводного плавання. Закінчивши їх, в 1907 році направляється на Чорноморський флот командиром підводного човна «Пєскарь».
В 1908 році йому достроково присвоєно звання — капітан-лейтенант, командир нового підводного човна «Окунь».
В 1910 році — начальник дивізіону підводних човнів у Чорному морі.
10 квітня 1911 року — присвоєно військове звання «капітан 2 рангу» і нагороджено орденом Станіслава II ступеня. В 1912 році — нагороджений орденом Анни II.
В 1914 році призначений начальником новоствореної Підводної бригади Чорного моря. Брав активну участь у бойових діях під час Першої Світової війни. У 1915 році на чолі нового підводного човна «Краб» здійснив мінування акваторії проливу Босфор. На виставлених мінах підірвалися низка німецьких кораблів, в тому числі крейсер «Бреслау». За постановку мінних загороджень і випробування нового підводного човна «Краб» капітан 1 рангу В'ячеслав Клочковський був нагороджений орденом Святого Володимира III ступеня з мечами.
У червні 1916 року за виконання «особливого» завдання на чолі загону підводних човнів: «Краб», «Нерпа», «Тюлень» та «Кит» В. Клочковського було нагороджено іменною золотою Георгіївською зброєю.
Наприкінці 1916 року активні бойові дії на Чорному морі припинились, ворогуючі сторони перейшли до тактики «стратегічної оборони». Виходи підводних човнів в море не планувалися, більшість з них були направлені на ремонт.

### На службі Українській Державі

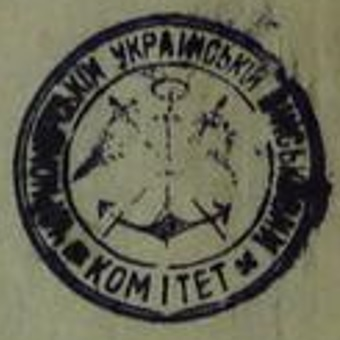
Печатка Чорноморського українського військового комітету, що діяв у 1917 році в Севастополі

Після Лютневої революції на Чорноморському флоті суттєво активізувався український національний рух. Навесні 1917 року в Севастополі діяли Українська Чорноморська громада на чолі з В'ячеславом Лащенком, військовий клуб ім. Івана Сірка й інші національні організації. Згодом були створені Чорноморський Український військовий комітет, Центрофлот та Рада військових і робітничих депутатів. В усіх гарнізонах флоту, на більшості кораблів та полків, в портах та в навчальних закладах були створені українські організації.
В цей час В'ячеслав Клочковський очолив рух за єднання матросів, солдатів і офіцерів на основі нових взаємовідносин і дисципліни в демократичній республіці та створив товариство поляків у Севастополі. З проголошенням Центральної Ради в Києві він стає прихильником українських національно-патріотичних організацій. Клочковський стає членом «Центрофлоту».
18 липня 1917 року наказом по армії і флоту йому присвоєно військове звання контрадмірал. Тим часом все потужнішим стає рух за створення флоту української держави. Моряки-українці активно вимагають від Центральної Ради реальних дій з українізації Чорноморського флоту та створення Українського військового флоту.
В.Клочковський активно підтримує українізацію бойового складу підводних човнів. 12 жовтня на всіх кораблях і установах флоту, в тому числі і на всіх підводних човнах, на один день було піднято національні українські прапори та стеньгові сигнали «Хай живе вільна Україна».
Після жовтневого перевороту моряки-підводники відкинули домагання більшовицького уряду щодо підпорядкування їм ЧФ, й прийняли резолюцію на підтримку УНР.
Проте через пасивність Центральної Ради вже на початку 1918 року Крим було окуповано більшовиками.
Коли наприкінці квітня до півострова наблизилися загони Запорізької дивізії армії УНР під командою полковника Петра Болбочана та німецько-австрійські війська, керівництво Радянської Росії зажадало від нового командувача Чорноморського Флоту контрадмірала Михайла Сабліна вивести всі кораблі до Новоросійська.
Але екіпажі підводних човнів, як і більшість кораблів флоту, відмовилися виконувати наказ Раднаркому радянської Росії йти до Новоросійська і підняли українські державні прапори. Не дозволили підводники, на чолі з Клочковським, й вивезти майно своєї бригади.
29 квітня 1918 року В'ячеслав Клочковський очолив делегацію «Центрофлоту» і міської ради Севастополя на переговорах з командувачем німецьких військ у Криму генералом фон Кошем. Переговори були не прості, адже німецьке командування знало про постійні провокації більшовиків та не довіряло ніяким «радам».
Тим часом події розвивалися з калейдоскопічною швидкістю. У Києві відбувався гетьманський переворот. У Севастополі — 29 квітня майже весь флот підняв українські прапори. 30 квітня — 19 бойових кораблів, під командою Михайла Сабліна, покинули Севастополь. А вже 1 травня до міста увійшли німецькі війська.
Розцінивши вихід частини флоту до Новоросійська, як порушення Берестейського мирного договору, 4 травня німецьке командування оголосило бойові кораблі під українськими прапорами тимчасово полоненими. Севастополь і флот стали причиною підвищеної напруги у взаємовідносинах України не лише з Москвою, а й з Німеччиною. З цього приводу гетьман Павло Скоропадський відмовився призначати до Берліна військово-морського аташе України.
В Севастополі та на флоті періодично виникали конфлікти між німецьким командуванням й командуючим Чорноморським флотом Михайлом Остроградським. Шукаючи вихід із ситуації, гетьман Скоропадський 10 червня 1918 року замість прямолінійного Остроградського призначає тимчасовим командувачем флоту і представником свого уряду в Криму й в Севастополі більш дипломатичного В'ячеслава Клочковського. Одночасно Клочковський залишився на посаді начальника Підводної бригади, яка у повному складі була зарахована до українського флоту.
Клочковському вдалося порозумітися з генералом фон Кошем, незабаром німці почали передавати один за другим кораблі Військово-морським силам Української Держави. У Севастополі почало налагоджуватися нормальне життя. Через деякий час були відремонтовані есмінці «Счастливый», «Капитан Сакен», «Зоркий», підводний човен «Гагара».
23 жовтня 1918 року військово-морський аташе Німеччини в Україні віцеадмірал А. Гопман оголосив В'ячеславу Клочковському, що німецьке командування вирішило остаточно передати Україні Чорноморський флот і вручив йому порядок і особливі правила його передачі.
12 листопада до складу українського флоту приймається передана німцями Мозирська (Пінська) річна флотилія.
Та вже 15 листопада Туреччина капітулювала в Першій Світовій війні, і 16 листопада в Чорне море увійшла об'єднана ескадра Антанти: 10 лінкорів, 9 крейсерів, 12 міноносців, 1 протичовновий корабель із загоном десантних і допоміжних суден.
22 листопада Павло Скоропадський отримав телеграму з Відня від князя Фірстенберга і консула Енно, що Антанта визнає уряд гетьмана і, що її війська ідуть в Україну як «друзі народу» і підтримають лише його уряд і ніякий інший.
24 листопада ескадра Антанти окупувала Севастополь а через два дні — Одесу. Після падіння уряду Скоропадського (14.12.1918), через антигетьманське повстання, на щоглах кораблів Чорноморського флоту замайоріли британські, французькі, італійські та грецькі прапори. Командування флотом перейшло до представників Антанти.
В'ячеслав Клочковський був призначений комендантом Північного порту у Севастополі, хоча в уряді Симона Петлюри він числився командувачем флоту до середини 1919 року. В той же час, підводні човни, що базувались в Одесі, стояли під українськими прапорами аж до повної окупації України більшовиками.
Будучи комендантом порту, він всіляко допомагає морякам-підводникам, яким вдалось врятувати свої човни від представників Антанти.

### На службі Речі Посполитій

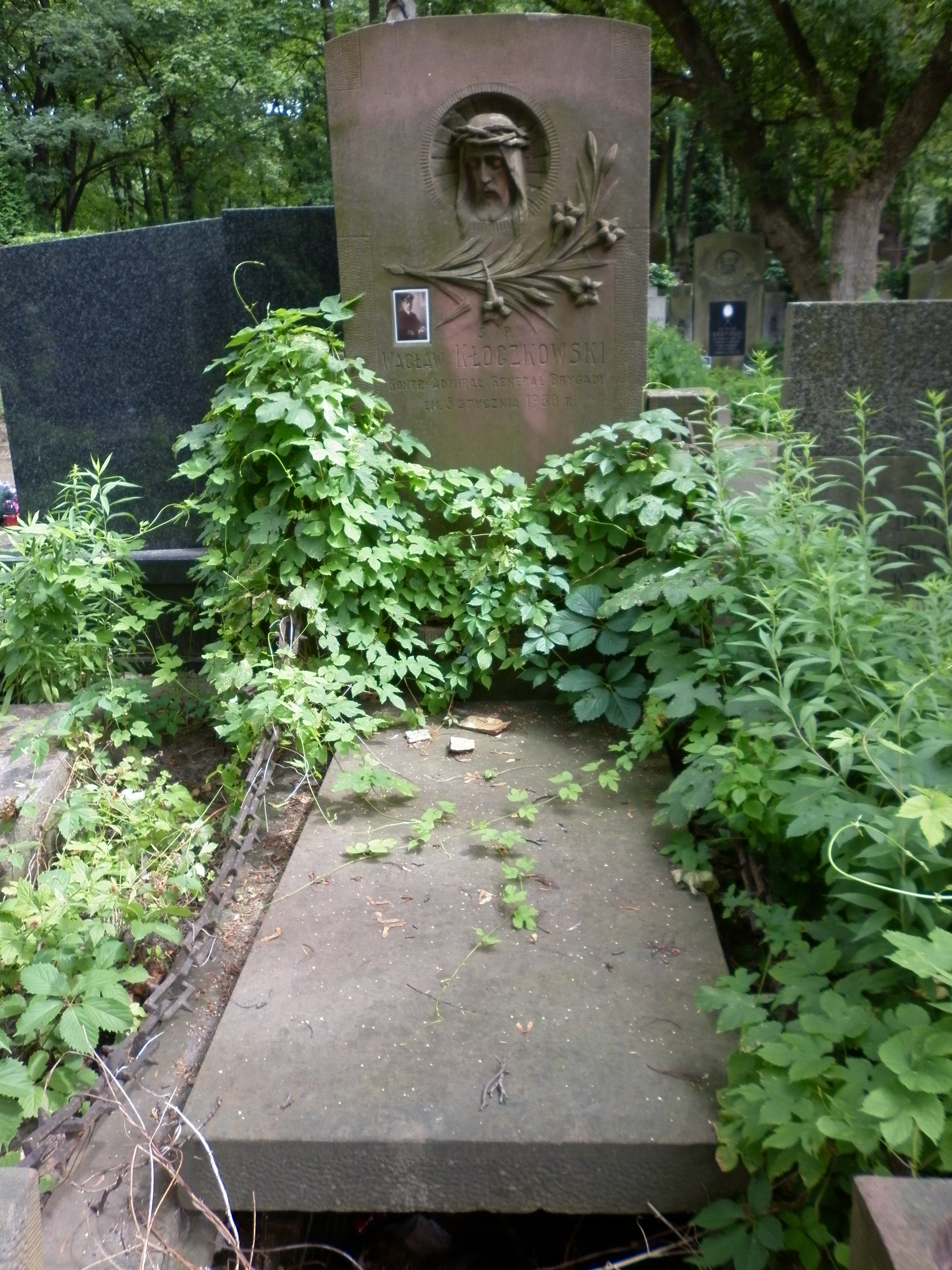
Могила В'ячеслава Клочковського на цвинтарі Повонзки

Втративши всі надії на відродження українського флоту, контрадмірал В'ячеслав Клочковський у березні 1919 року переїздить до Польщі і поступає на службу до польського флоту.
20 квітня 1919 року В. Клочковського призначають заступником начальника департаменту Морських справ. Був представником Польської Республіки на Мирній конференцію у Парижі. У червні того ж року представляє польський флот на конгресі Морської ліги Європи у Парижі.
1921 року — уже Вацлав Клочковський (Wacław Kłoczkowski) оголошується контрадміралом польського флоту.
1922 року Вацлав Клочковський призначається заступником командувача Військового флоту Республіки Польща. З грудня 1924 року очолював технічну комісію з прийому замовлених у Франції підводних човнів класу «Вовк». 19 травня 1925 року звільняється в запас.
Проте, вже 25 травня його призначають радником польського посла в Парижі з технічних питань будівництва підводних човнів.
1927 року В.Клочковський повертається до Війська Польського і з 17 березня до 30 вересня 1927 року командує дивізією в Торуні в чині бригадного генерала.
Вийшов у відставку в 1928 році. Помер у Варшаві 5 січня 1930 року і похований на цвинтарі Повонзки.
За період служби у Війську Польському нагороджений орденами Полонія Рестітута III ступеня, Почесного Легіону IV класу та Комбатантським Хрестом.